# José Marco Davó
José Marco Davó (Orihuela, 10 mai 1895 - Torrevieja, 27 septembre 1974) est un acteur espagnol.

## Biographie
Il est né à Orihuela, dans la Province d'Alicante le 10 mai 1895.
Fils d'un membre de la Guardia Civil, sa famille le pousse vers une carrière militaire. Il étudie à Madrid au Colegio Infanta María Teresa. Au début des années 1920 (1921 ou 1922), il abandonne ses études militaires et entre dans la compagnie théâtrale d'Emilio Portes,. Il démarre sa nouvelle carrière avec la pièce El concejal. Cela lui permet de se former et d'y gagner de l'expérience. Il joue pour la première fois dans un film en 1935, dans Don Quintín el amargao de Luis Marquina. Pendant près de vingt ans, il alternera des rôles au théâtre et au cinéma, jusqu'en 1957 où il abandonne le théâtre pour se consacrer exclusivement au milieu cinématographique. Il sera très populaire comme acteur de films dans les années 1950 et 1960.
Il meurt le 27 septembre 1974.

### Vie privée
Il a été marié et a eu une fille.

## Filmographie partielle

### Années 1930
- 1935 : Don Quintín el amargao par Luis Marquina
- 1935 : Es mi hombre par Benito Perojo

### Années 1940
- 1940 : La última falla par Benito Perojo
- 1941 : Torbellino par Luis Marquina : Portero
- 1946 : La mantilla de Beatriz d'Eduardo García Maroto

### Années 1950
- 1951 : Alba de América par Juan de Orduña : Martín Alonso Pinzón
- 1953 : Hommes en détresse (La guerra de Dios) par Rafael Gil : Don César
- 1954 : L'Alcade de Zalamea (es) par José Gutiérrez Maesso (it) : Don Lope de Figueroa
- 1954 : Relato policíaco par Antonio Isasi-Isasmendi
- 1955 : Marcelin, Pain et Vin (Marcelino, pan y vino) de Ladislas Vajda : Pascual
- 1955 : El fugitivo de Amberes par Miguel Iglesias
- 1955 : Sucedió en Sevilla par José Gutiérrez Maesso : Fernando Aguilar
- 1956 : La legión del silencio par José María Forqué et José Antonio Nieves Conde : Kavenko
- 1956 : También hay cielo sobre el mar par José María Zabalza : Don Luis, armateur
- 1956 : Le Muchacho (Mi tío Jacinto) par Ladislas Vajda : un policier
- 1956 : Todos somos necesarios par José Antonio Nieves Conde : Campesino, père d'une famille nombreuse
- 1957 : El inquilino par José Antonio Nieves Conde : Fulgencio
- 1957 : Un ange est passé sur la ville (Un ángel pasó por Brooklyn) par Ladislas Vajda : le juge
- 1957 : El tigre de Chamberí par Pedro L. Ramírez : Sr. Román
- 1957 : Amanecer en Puerta Oscura par José María Forqué : Fray Francisco
- 1957 : Il marito (ou El marido) par Fernando Palacios et Nanni Loy
- 1957 : Flamenco (Spanish Affair) de Luis Marquina et Don Siegel
- 1958 : La Vengeance (La venganza) par Juan Antonio Bardem : un homme
- 1958 : Les Bijoutiers du clair de lune par Roger Vadim : Le chef de la police
- 1958 : ¡Viva lo imposible! par Rafael Gil : Don Emilio
- 1958 : Les Clairons de la peur (Los clarines del miedo) par Antonio Román : Don Ramón
- 1958 : El pasado te acusa par Lionello De Felice
- 1958 : Aventura para dos par Don Siegel
- 1959 : Carmen de Grenade (Carmen de Ronda) par Tulio Demicheli : Alcade
- 1959 : De espaldas a la puerta par José María Forqué : Barea
- 1959 : Tentations (Un mundo para mí) par José Antonio de la Loma : Michel
- 1959 : Camarote de lujo par Rafael Gil : Don Fabián Mouriz
- 1959 : Tu seras reine (¿Dónde vas, Alfonso XII?) par Luis César Amadori : Antonio Canovas del Castillo

### Années 1960
- 1960 : María, matrícula de Bilbao de Ladislas Vajda : Don Ángel
- 1960 : Un Rayon de lune (Un rayo de luz) par Luis Lucia
- 1960 : ¿Dónde vas, triste de ti? par Alfonso Balcázar : Antonio Cánovas del Castillo
- 1960 : Viva Juanito! par Fernando Palacios : Général Vegas
- 1960 : Una chica de Chicago par Manuel Mur Oti
- 1961 : La Parade de l'adieu (Alerta en el cielo) par Luis César Amadori : Dr. Luis Medina
- 1961 : Un ange est arrivé (Ha Llegado un Ángel) par Luis Lucia Mingarro : Ramón
- 1962 : Une Famille explosive (La gran familia) par Fernando Palacios : Don Pedro
- 1962 : Les Sept Gladiateurs (I sette gladiatori) par Pedro Lazaga : Xeno
- 1962 : L'Ombre de Zorro (L'ombra di Zorro) par Joaquín Luis Romero Marchent : le gouverneur
- 1962 : Zorro le vengeur (La venganza del Zorro) par Joaquín Luis Romero Marchent : le gouverneur
- 1962 : Tómbola par Luis Lucia
- 1963 : Marisol rumbo a Río par Fernando Palacios
- 1964 : El señor de La Salle par Luis César Amadori : Rafrond
- 1964 : Le Pont des soupirs (Il ponte dei sospiri) par Carlo Campogalliani et Piero Pierotti : Bembo Altieri
- 1964 : Gibraltar par Pierre Gaspard-Huit
- 1964 : La tumba del pistolero par Amando de Ossorio
- 1965 : Currito de la Cruz par Rafael Gil : Don Emilio
- 1965 : La frontera de Dios par César Fernández Ardavín
- 1965 : Crimen de doble filo par José Luis Borau
- 1966 : ¡Es mi hombre! par Rafael Gil : D. Felipe
- 1967 : El vampiro de la autopista par José Luis Madrid
- 1967 : Los guardiamarinas par Pedro Lazaga
- 1968 : Steve, à toi de crever (El hombre del golpe perfecto) par Aldo Florio
- 1969 : Esa mujer par Mario Camus

### Années 1970
- 1971 : La Furie des vampires (La noche de Walpurgis) par León Klimovsky
- 1971 : La muerte busca a un hombre par José Luis Merino
- 1972 : Doctor Jekyll y el Hombre Lobo par León Klimovsky
- 1973 : Le llamaban la madrina par Mariano Ozores
- 1973 : Autopsia par Juan Logar